# Горгідзе Олексій Ясонович
Олексій Ясонович Горгідзе (груз. ალექსი იასონის ძე გორგიძე; нар. 17 травня 1907, Кутаїсі — пом. 17 грудня 1992, Тбілісі) — радянський і грузинський вчений-математик і механік, лауреат Державної премії Грузії (1998), заслужений діяч науки, професор.

## Біографія
Народився 17 травня 1907 року в місті Кутаїсі.
В 1924 році закінчив Соціально-гуманітарний технікум, а після закінчення навчання вступив на фізико-математичне відділення Тбіліського державного університету.
З 1929 року почав працювати в Політехнічному інституті на кафедрі теоретичної механіки. У 1932 році направлений в аспірантуру Ленінградського державного університету, яку закінчив у 1935 році, а після повернення в Тбілісі працював у Грузинському політехнічному інституті, Тбіліському державному університеті та в Інституті математики Академії наук Грузинської РСР, в організації і становленні якого він брав найактивнішу участь.
З 1935 по 1954 роки працював у Тбіліському інституті математики імені А. М. Размадзе АН Грузії (як старший науковий співробітник, учений секретар, заступник директора інституту). У 1938 році був обраний на посаду завідувача кафедрою теоретичної механіки ДПІ, одночасно читав курси лекцій з ряду спеціальностей в ТДУ.
З 1940 по 1954 році працював помічником президента Академії наук Грузинської РСР, а в 1960-ті роки за його ініціативою в Тбілісі був організований науково-методичної семінар з механіки.
У 1969 році О. Я. Горгідзе було присвоєно звання «Заслужений діяч науки Грузії», пізніше нагороджений орденами і медалями.
У 1970 року Олексій Горгідзе був членом президії Науково-методичної ради з теоретичної механіки Міністерства вищої і середньої спеціальної освіти СРСР; очолював Науково-методичну раду з теоретичної механіки Закавказзя та Грузії; був членом правління математичного товариства Грузії.
Основні праці Олексія Горгідзе присвячені чисельному розв'язанню плоских задач теорії пружності; дав точний метод розв'язків задач кручення і згину ізотропних і анізотропних, однорідних і неоднорідних призматичних стрижнів.
Помер 17 грудня 1992 року в Тбілісі. У 1998 році посмертно удостоєний Державної премії Грузії.

## Пам'ять
- У 1993 році Інженерною Академією Грузії заснована премія імені О. Я. Горгидзе.
- Ім'ям О. Я. Горгідзе названий науково-методичний семінар з механіки Союзу механіків Грузії.
- У 2001 році одна з вулиць міста Кутаїсі названа ім'ям О. Я. Горгідзе.
- В Грузинському технічному університеті створена студентська стипендія імені О. Я. Горгідзе.
- Ім'я О. Я. Горгідзе було присвоєно Науково-навчальній лабораторії з інженерної механіки.